# Words and Music (album)
Pour les articles homonymes, voir Words and Music.
Albums de Aphex Twin
(Richard D. James)
On
(1993) Selected Ambient Works Volume II
(1994)
Words and Music est un disque promotionnel composé et produit par Aphex Twin (Richard D. James), commercialisé par Warner Bros. Records Incorporation, et sorti en 1994. Celui-ci contient une interview (Words) et des extraits du CD2 de l'album Selected Ambient Works Volume II. Au total, ce disque dure vingt-huit minutes. 

## Liste des morceaux
1. Intro Words
2. Blue Calx
3. Words
4. Parallel Stripes
5. Words
6. Hexagon
7. Words
8. Words (Processed)